# Eubeia (unidade regional)
Eubeia é uma unidade regional da Grécia, cujo território compreende a ilha de Eubeia, uma parte da Grécia Continental e algumas ilhas vizinhas como Esquiro, na Grécia Central.

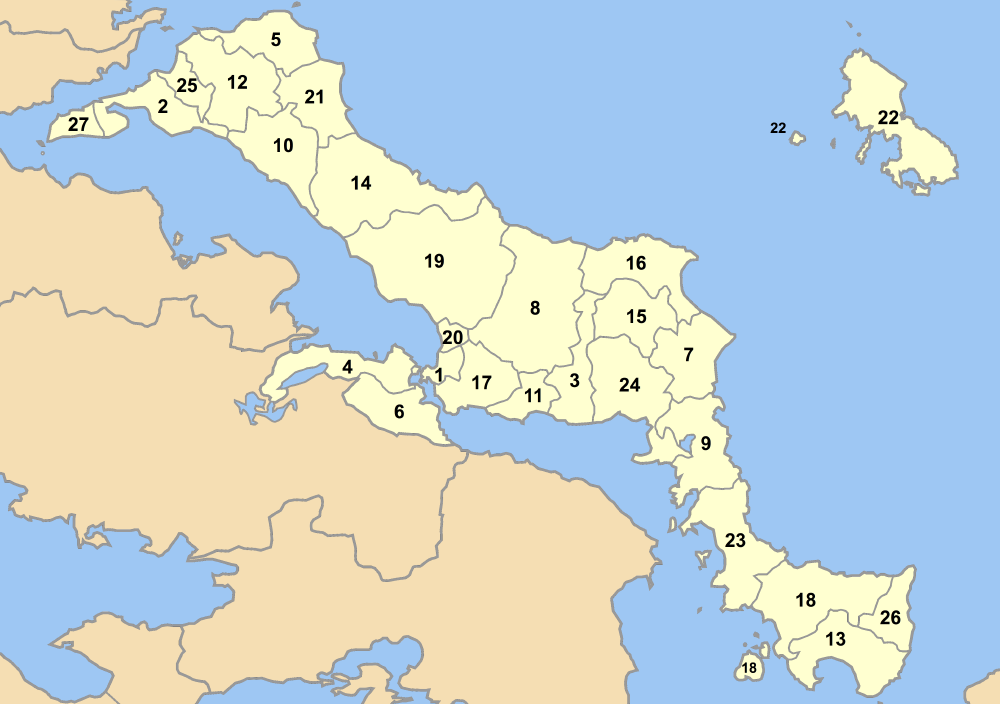
Municípios da prefeitura de Eubeia.